# Saint-Clair-sur-Epte-traktaten
Saint-Clair-sur-Epte-traktaten blev underskrevet i efteråret 911 mellem Frankerrigets konge Karl den Enfoldige (898-922) og Rollo, vikingehærens leder. Hensigten var at samle og bosætte mændene fra nord, normannerne, på en del af området Neustrien ud mod kysten og at beskytte kong Karls kongedømme mod nye invasioner af «mænd fra nord». Området bestod i første omgang af grevskaber og bispedømmer omkring Rouen, Évreux og Lisieux.
Intet dokument fra traktaten har overlevet til at bevidne dannelsen af hertugdømmet Normandiet, men hændelsen betragtes alligevel som et historisk faktum. Rollo var antagelig en vikingehøvding fra Danmark eller Norge.
Ud over opdeling af land indebar traktaten også et krav om, at Rollo skulle døbes og gifte sig med Gisla, kong Karls uægte datter, og blive kongens vasal. Det sidste punkt blev dog noget kompliceret, da Rollo nægtede at knæle foran kongen og kysse hans fod. Det blev diskuteret, og man kom frem til et kompromis: en af Rollos mænd greb kongens fod, men uden at knæle, og han var så høj, at da han løftede armen, mistetede kongen balancen og faldt bagover.. 
Traktaten var en succes for både kong Karl og vikingerne. Karl fik fred i resten af sit rige, og vikingerne fik land og dermed rigdom.